# Lacunicambarus diogenes
Espèce
Lacunicambarus diogenes est une espèce d'écrevisses la famille des Cambaridae.

## Systématique
Le nom valide complet (avec auteur) de ce taxon est Lacunicambarus diogenes (Girard, 1852).
L'espèce a été initialement classée dans le genre Cambarus sous le protonyme Cambarus diogenes Girard, 1852,.
Lacunicambarus diogenes a pour synonymes :
- Astacus fossor Rafinesque, 1817
- Cambarus diogenes Girard, 1852
- Cambarus nebrascensis Girard, 1852
- Cambarus obesus Hagen, 1870
- Lacunicambarus nebrascensis (Girard, 1852)

## Publication originale
- (en) Charles Girard, « A revision of the North American Astaci, with observations on their habits and geographic distribution », Proceedings of the Academy of Natural Sciences of Philadelphia, Philadelphie, Académie des sciences naturelles de Philadelphie, vol. 6,‎ 1852, p. 87-91 (ISSN 0097-3157 et 1938-5293, OCLC 1382862, lire en ligne).